# Gennadij Pavlovič Jakovljev
Gennadij Pavlovič Jakovljev (rus. Геннадий Павлович Яковлев) (7. lipnja 1938. – ?, 12. siječnja 2024.) bio je ruski botaničar i petrogradskog kemijsko-farmaceutskog fakulteta. Specijalizirao se za taksonomiju mahunarka.
Kad se citira Jakovljev doprinos botaničkom imenu, rabi se oznaka Yakovlev.

## Biljke koje je sistematizirao Jakovljev
- Acosmium panamense (Benth.)Yakovlev
- Chamaecrista takhtajanii Barreto et Yakovlev
- Calia conzatti (Stanley)Yakovlev (Styphnolobium conzatti Sousa & Rudd[3])
- Sophora gibbosa Yakovlev[4](S. gibbosa O.Kuntze as cited by Tsong and Ma 1981[5])
- Sophora tomentosa subsp australis Yakovlev[6]

## Radovi
- Заметки по систематике и географии рода Sophora L. и близких родов. [Zametki po sistematike i geographii roda Sophora L. i blizkikh rodov. Systematical and geographical studies of genus Sophora L. and allied genera]// Труды Ленинградского химико-фармацевтического института. 1967 21: 42-62.
- Yakovlev, G.P.; Syrovezhko, N.V. 1967. [Nekotorye osobennosti stroeniyasemyan roda Sophora L. i blizkikh k nemu rodov v svyazi s ikh sistematikoi i filogeniei] Trudy Leningradskogo khimico-farmacevticheskogo instituta. 21:90-98.
- Yakovlev, G.P. & O.A. Svyazeva. 1987. Zametki o vidakh sektsii Caragana roda Caragana Lam. (Fabaceae) Novosti syst. Vyssh. Rast. 24:126
- Yakovlev G.P., Sytin A.K., Roskov Yu.R. 1996. Legumes of Northern Eurasia. A checklist. Published by Royal Botanic Gardens Kew., 482-503